# De Fourneau

Wapen van de Fourneau de Crucyckenbourg.

De Fourneau was een van oorsprong Frans geslacht waarvan leden sinds 1555 tot de Zuid-Nederlandse adel behoorden en sinds 1816 tot de adel van het Verenigd Koninkrijk der Nederlanden.

## Geschiedenis

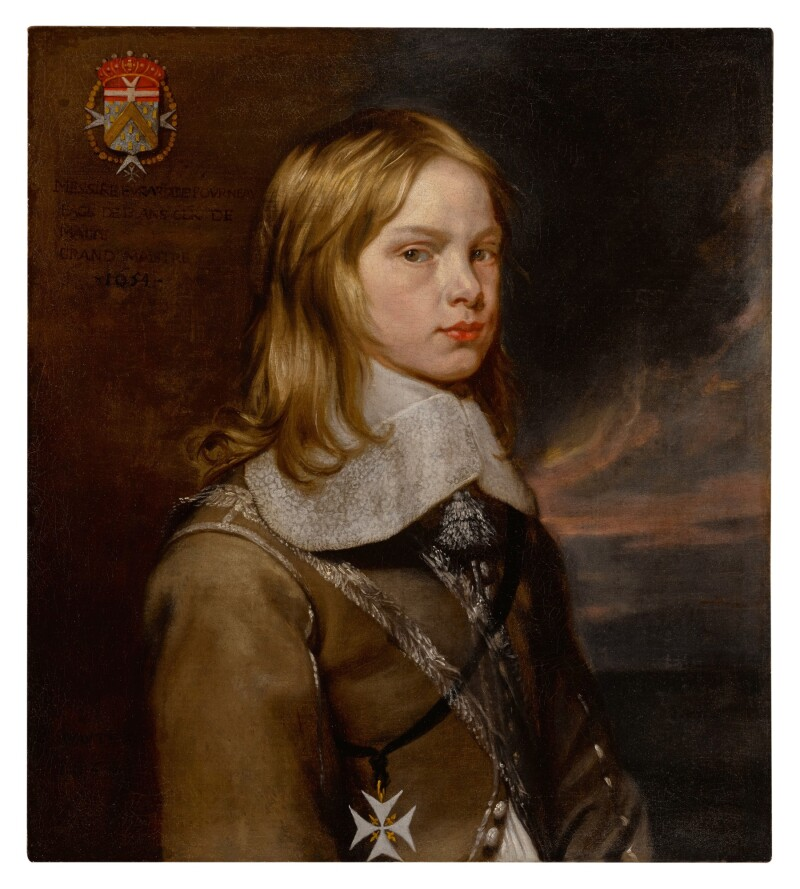
Baron Evrard de Fourneau de Cruyckenbourg

De stamreeks begint met Edouard Fourneau die vanaf 1450 hofschenker was van Philips de Goede en in 1477 in de slag bij Nancy sneuvelde. 
In 1555 werd Simon Fourneau, kamerdienaar van Keizer Karel V in de adel verheven. Een nazaat van hem, jonkheer Jan de Fourneau, heer van Kruikenburg en schepen van Brussel, werd in 1620 door koning Philips IV verheven tot ridder, evenals zijn broer Théodore de Fourneau, raadsheer in de Justitieraad van Brabant, door dezelfde in 1626. Een zoon van de laatste, Philippus-Franciscus de Fourneau, werd in 1643 door keizer Ferdinand III verheven tot baron van het Heilige Roomse Rijk, overdraagbaar op alle afstammelingen, met verheffing in 1650 van de heerlijkheid Sint-Ulriks-Kapelle tot baronie. In 1662 verhief Philips IV de heerlijkheden Cruyquenbourg, Lombeek en Ternath tot het graafschap Cruquembourg, ten gunste van dezelfde.

## Henri-Théodore Philippe de Fourneau
Zijn nazaat, Henri-Théodore de Fourneau (geboren omstreeks 1755/1760) trouwde met gravin Marie-Anne von Waldstein-Wärtenberg, hofdame van aartshertogin Maria-Christina. Hij was graaf van Cruyckenburg, baron van Sint-Ulrikskapelle, baron van het Heilige Roomse Rijk, heer van Ternat, Vichte, Lombeek, Wambeek, Sint-Katherina-Lombeek, Kampenhout, Berchem, Ranst, Wodeke en Everbeek, erfmaarschalk van Vlaanderen en keizerlijk kamerheer.
Tijdens de revolutiejaren vluchtte hij naar Oostenrijk en heel wat familie-eigendommen werden hem ontnomen en moesten naderhand zo mogelijk worden teruggekocht.
Zijn jongste zoon, Victor de Fourneau (1788-1855), officier in het Nederlandse leger, koos de Belgische kant en werd luitenant-generaal in het Belgisch leger. Hij vroeg geen adellijke status aan. De oudste zoon, Henri-Joseph, bleef trouw aan Oranje.

## Henri-Joseph de Fourneau
Henri-Joseph de Fourneau (Brussel, 26 april 1785 - 13 februari 1861), zoon van de voorgaande, werd militair. Na studies aan de militaire academie in Wenen, werd hij lijfwacht bij de Spaanse koning Karel IV. Hij werd vervolgens als luitenant-kolonel lid van de militaire staf van generaal Palafox y Melzi en daarna van de hertog van Wellington. 
Na 1814 trad hij toe tot het Nederlandse leger en nam deel aan de Slag bij Waterloo. In 1822 werd hij luitenant-kolonel, in 1826 kolonel bij de generale staf. Hij werd staflid bij de prins van Oranje en bleef als luitenant-generaal aan hem verbonden toen hij koning Willem II der Nederlanden werd. Hij nam ontslag in 1849. 
Bij KB van 14 april 1816 werd Henri de Fourneau, opgenomen in de erfelijke adel en benoemd in de Ridderschap van de provincie Oost-Vlaanderen. Hij verkreeg de titel graaf, overdraagbaar bij eerstgeboorte en de titel baron voor de andere afstammelingen. Na gepensioneerd te zijn kwam hij naar België terug en vestigde zich op het kasteel Kruikenburg.
Hij was in 1823 getrouwd met de rijke erfdochter Eulalie de Fœstraets (1800-1874) en ze hadden zeven kinderen, die na 1830 in België bleven en van wie er twee als officier in het Belgisch leger dienden, met name:
- graaf Louis de Fourneau (1824-1890), commandant bij het Tweede regiment lansiers;
- baron Félix de Fourneau (1825-1880), majoor bij de cavalerie.

Geen van de zeven kinderen zorgde voor afstammelingen, althans niet voor naamdragers. Met de vrijgezel Victor de Fourneau (1837-1916) stierf de laatste mannelijke afstammeling. Met barones Pauline-Albertine de Fourneau (1831-1924) stierf de laatste naamdrager. Zij was getrouwd met graaf Camille de Lichtervelde (1824-1901), zodat het kasteel Kruikenburg overging naar de familie de Lichtervelde. In 1938 werd het in openbare veiling aangekocht door de Broeders van de Christelijke Scholen, die het tot heden als school gebruiken.

## Afbeeldingen

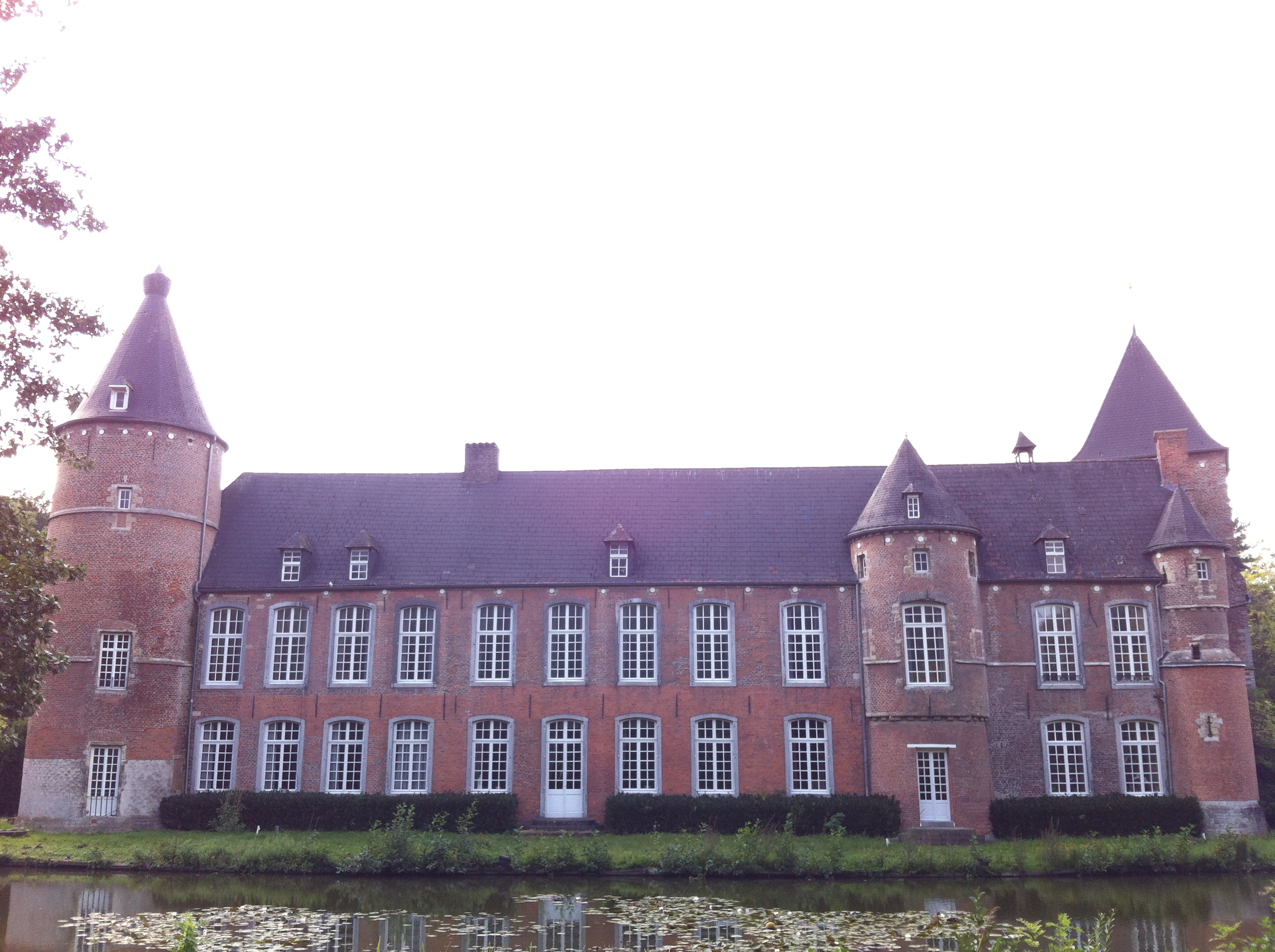
Het kasteel Kruikenburg